# Landshövdingar i Skåne län
Landshövdingen i Skåne län är myndighetschef för Länsstyrelsen i Skåne län.

## Lista över landshövdingar i Skåne län
- 1997–2005: Bengt Holgersson[1]
- 2005–2006: Lise-Lotte Reiter (tillförordnad)[1]
- 2006–2012: Göran Tunhammar[1]
- 2012–2016: Margareta Pålsson[2]
- 2016- : Anneli Hulthén[1]

Före 1997, se landshövdingar i Kristianstads län respektive landshövdingar i Malmöhus län.

## Historiska guvernörer över Skåne
- 1658-1664 Gustaf Otto Stenbock (1614-1685), generalguvernör över Skånska generalguvernementet
- 1664-1669 Gustaf Persson Banér (1618-1689), generalguvernör
- 1676-1677 Fabian von Fersen (1626-1677),  generalguvernör
- 1677–1679: Göran Sperling (1630–1691),  generalguvernör
- 1693–1698: Otto Vellingk (1649–1708), guvernör
- 1698–1705: Carl Gustaf Rehnskiöld (1651–1722) guvernör
- 1705–1711: Magnus Stenbock (1664–1717) guvernör
- 1711–1716: Jacob Burensköld (1655–1738) guvernör
- 1716–1717: Carl Gustaf Skytte (1647–1717) guvernör
- 1717–1719: Carl Gustaf Hårdh (1674–1744) guvernör
- 1801–1809: Johan Christopher Toll (1743–1817), generalguvernör